# El anuncio (programa TVE)
El Anuncio fue un guion de Adolfo Marsillach para el programa Teatro Breve de TVE. Se emitío el 12 de abril de 1981 en la Primera Cadena. Estaba basado en un relato de misterio que Marsillach había publicado en el volumen 18 de la Antología de las mejores novelas policíacas. El volumen contenía 11 relatos inéditos de distintos autores, como Ramón J. Sender, Noel Clarasó o Ángel María de Lera. TVE lo rodó en 1981 con Fernando Delgado como protagonista y con Francisco Abad en la realización. En 1992, sobre este relato, Marsillach escribió la obra teatral Extraño anuncio. De ella se hizo una lectura dramatizada en la Real Escuela Superior de Arte Dramático, dirigida por Natalia Menéndez, se publicó en 2002 y en 2012 año se estrenó en el teatro Principal de Castellón de la Plana. 